# توماس بولوكا
توماس بولوكا (بالبولندية: Tomasz Polewka)‏ (مواليد 5 أغسطس 1994) هو سبّاح بولندي، مثّل بلاده في الألعاب الأولمبية الصيفية 2016.

## روابط خارجية
توماس بولوكا على موقع الاتحاد الدولي للسباحة (الإنجليزية)
- توماس بولوكا على موقع SwimRankings.net (الإنجليزية)
- توماس بولوكا على موقع أوليمبيديا (الإنجليزية)
- توماس بولوكا على موقع اللجنة الأولمبية البولندية (مؤرشف) (البولندية)